# Indovinello di Einstein
L'indovinello di Einstein o indovinello della zebra o anche puzzle di Einstein è un rompicapo logico che si dice sia stato inventato da Albert Einstein da ragazzo.
In realtà non vi è alcuna fonte certa sulla paternità dell'enigma, che alcune volte viene attribuita a Lewis Carroll. Essendo però il marchio di sigarette "Kool", citato nel quiz, stato fondato nel 1933, esso non esisteva ancora ai tempi di Carroll.
È un esempio di problema di soddisfacimento di vincoli e può essere risolto adottando particolari tecniche di risoluzione elaborate per tale tipo di quesiti.

## Testo
In una strada ci sono 5 case dipinte di 5 colori diversi. In ogni casa vive una persona di differente nazionalità e ciascuno dei padroni di casa beve una bevanda diversa, fuma una marca di sigarette diversa, tiene un animaletto diverso.

### Quesiti
Chi beve acqua?
Chi possiede la zebra?

## Dati
1. Ci sono cinque case.
2. L'inglese vive nella casa rossa.
3. Lo spagnolo è proprietario del cane.
4. Il caffè è bevuto nella casa verde.
5. Il tè è bevuto dall'ucraino.
6. La casa verde è immediatamente a sinistra della casa avorio.
7. Il fumatore Old Gold possiede lumache.
8. Le Kool sono fumate nella casa gialla.
9. Il latte è bevuto nella casa in mezzo.
10. Il norvegese vive nella prima casa.
11. L'uomo che fuma Chesterfield vive nella casa accanto all'uomo con la volpe.
12. Le Kool sono fumate nella casa vicino a quella dove si tiene il cavallo.
13. Chi fuma le Lucky Strike beve succo d'arancia.
14. Il giapponese fuma Parliament.
15. Il norvegese vive vicino alla casa blu.

## Soluzione
| Casa      | 1         | 2            | 3        | 4          | 5               |
| --------- | --------- | ------------ | -------- | ---------- | --------------- |
| Colore    | gialla    | blu          | rossa    | verde      | avorio          |
| Nazione   | norvegese | ucraino      | inglese  | giapponese | spagnolo        |
| Bibita    | acqua     | tè           | latte    | caffè      | succo d'arancia |
| Animale   | volpe     | cavallo      | lumache  | zebra      | cane            |
| Sigarette | Kool      | Chesterfield | Old Gold | Parliament | Lucky Strike    |

La soluzione ufficiale è basata sul fatto che la prima casa a cui si riferisce l'indizio 10 sia tale per chi sta percorrendo la strada da sinistra a destra, essendo dunque tale casa a sinistra. Nel caso invece la si collochi come la prima per chi la percorre nella direzione opposta, quindi la prima a destra, è possibile così creare un'altra disposizione delle case inversa ma uguale all'altra, tranne per un particolare: nella disposizione da sinistra a destra la casa verde si trova al quarto posto e quella color avorio al quinto; in quella da destra a sinistra la casa avorio è al quarto e la verde al quinto. Nonostante questo, la seconda disposizione corrisponde a sua volta a tutte le caratteristiche richieste negli indizi, è quindi da considerarsi anch'essa valida.
Da sinistra a destra: →casa gialla 1, casa blu 2, casa rossa 3, casa verde 4, casa avorio 5.
Da destra a sinistra: casa verde 5, casa avorio 4, casa rossa 3, casa blu 2, casa gialla 1←.